# سولیدیوم
سولیدیوم یک شرکت سرمایه‌گذاری دولتی فنلاند است. هدف اصلی سولیدیوم که در سال ۱۹۹۱ تأسیس شد، مدیریت املاک بانک SKOP بود که دراوایل دهه ۱۹۹۰ ورشکسته شد. در سال ۲۰۰۸، هدف سولیدیوم برای مدیریت سهام‌های اقلیت ذکر شده دولت فنلاند تغییر یافت. پیش از این، دولت مستقیماً سهام این سهام را داشت و انتقال آنها تحت یک شرکت واحد، کار وزیر تجارت و صنعت جیری هوکیمیس بود. در تاریخ ۳۰ ژوئن ۲۰۱۵، ارزش خالص دارایی سولیدیوم ۶٫۸۵۴ میلیارد یورو بود.